# Koussaro
Koussaro är en ort i Burkina Faso.   Den ligger i regionen Boucle du Mouhoun, i den västra delen av landet, 200 km väster om huvudstaden Ouagadougou. Koussaro ligger 313 meter över havet och antalet invånare är 817.
Terrängen runt Koussaro är platt. Närmaste större samhälle är Wahabou, 18,7 km öster om Koussaro.
Omgivningarna runt Koussaro är en mosaik av jordbruksmark och naturlig växtlighet. Runt Koussaro är det ganska tätbefolkat, med 52 invånare per kvadratkilometer.